# Paisano Park (Teksas)
Paisano Park je naseljeno mjesto za statističke potrebe u američkoj saveznoj državi Teksas. Prema popisu stanovništva iz 2010. u njemu je živjelo 130 stanovnika.